# Christmas in SMTOWN.com
《Christmas in SMTOWN.com》은 대한민국의 연예기획사 SM 엔터테인먼트 소속의 가수들이 모여 제작한 첫 앨범이다. 이 앨범의 후속으로 2000년부터 기획된 앨범들은 주로 크리스마스나 여름 시즌에 발매된다.

## 수록곡
| #   | 제목                                                                         | 작사                  | 작곡                           | 편곡   | 재생 시간 |
| --- | ---------------------------------------------------------------------------- | --------------------- | ------------------------------ | ------ | --------- |
| 1.  | 〈Jingle Bell〉 (SM TOWN: H.O.T., S.E.S., 신화, 플라이 투 더 스카이, 유영진) | 강타                  | 제임스 피어폰트, 강타          | 강타   | 3:35      |
| 2.  | 〈사랑하는 사람에게(Winter, 1999)〉 (유영진, H.O.T.)                         | 유영진                | 유영진, 〈Feliz Navidad〉 삽입 | 유영진 | 3:15      |
| 3.  | 〈졸업(Graduation)〉 (H.O.T)                                                 | 강타                  | 강타                           | 강타   | 4:29      |
| 4.  | 〈고마워 미안해(Together Forever)〉 (H.O.T.)                                 | 강타, 이재원(랩 가사) | 강타                           | 강타   | 4:09      |
| 5.  | 〈Wedding Chirstmas〉 (H.O.T.)                                               | 강타                  | 강타                           | 강타   | 4:45      |
| 6.  | 〈사랑을 닮은 노래(A song for Love)〉 (플라이 투 더 스카이)                  | 강타                  | 강타                           | 강타   | 4:34      |
| 7.  | 〈The First Noel〉 (유영진)                                                  | 외국곡, 유영진        | 외국곡                         | 홍종화 | 4:33      |
| 8.  | 〈Snow in Eyes〉 (S.E.S.)                                                    | 지국현                | 지국현                         | 지국현 | 3:46      |
| 9.  | 〈Snow Chirstmas REMIX〉 (S.E.S.)                                            | 박성수                | 박성수                         | 박성수 | 3:58      |
| 10. | 〈Merry Chirstmas〉 (신화)                                                   | GAHKI                 | GAHKI                          | GAHKI  | 3:59      |
| 11. | 〈Jingle Bell〉 (H.O.T.)                                                     | 강타                  | 제임스 피어폰트, 강타          | 강타   | 3:02      |

- 〈고마워 미안해〉는 H.O.T.의 4집 《I yah!》수록곡이다.
- 〈Snow Chirstmas REMIX〉의 원곡은 S.E.S.의 2집 《Sea & Eugene & Shoo》의 〈Snow, X-mas〉이다.
- 〈사랑을 닮은 노래〉는 플라이 투 더 스카이의 데뷔 앨범《Day by Day》의 수록곡이다.

## 참여
이 목록은 해당 앨범의 부클릿 〈staff〉목록에서 발췌하였다.
| SM TOWN - H.O.T.(문희준, 강타, 장우혁, 토니안, 이재원) - 보컬(1~5, 11), 백 보컬(4) - 강타 - 컴퓨터 프로그래밍/신시사이저/디렉터(4, 6), 백 보컬(5, 6) - 플라이 투 더 스카이(환희, 브라이언) - 보컬(1, 6), 백 보컬(6) - 유영진 - 보컬(1, 2, 7), 코러스(7) - S.E.S.(바다, 유진, 슈) - 보컬(1, 8, 9) - 신화(에릭, 신혜성, 이민우, 전진, 김동완, 앤디) - 보컬(1, 10) 세션 - 이태윤 - 베이스 기타(1~4, 9) - Club H.O.T. - 함성 소리(4) - Groovie K - 기타(5, 9) - 오조환 - 바이올린, 현악(6) - Jay Kim - 기타(7) - 홍종화 - 피아노/베이스 기타(7) - 김현아, 정미영 - 코러스(8) | 스탭 - 이수만 - 프로듀서 - SM 엔터테인먼트 - 이그제큐티브 프로듀서 - KAT, 김영훈, 여두현 - 녹음, 믹싱 - 현진윤 - 녹음 - 전훈, 채승균(소닉 코리아) - 마스터링 - 김경욱 - 프로덕션 코디네이터 - 조도형, 정유진, 김도윤, 조인영, 오재혁, 주성미, 송지은, 김영민, 김태신, 서세현 - 프로덕션 보조 - 이수용, 김기범 - A&R - 김정욱, 박권영, 김주훈, 서주모, 장규수, 오정식, 신희용 - 프로모션 - 성문석, 최미숙, 김은아, 이상희, 선우윤재, 최윤석, 김지헌, 이혜란, 유경진 - 스타일리스트 - 심선영 - 사진 - Fusion AD, 이혜진 - 앨범 디자인 - (주)명진아트 - 인쇄 |